# Abadía de Saint Joseph

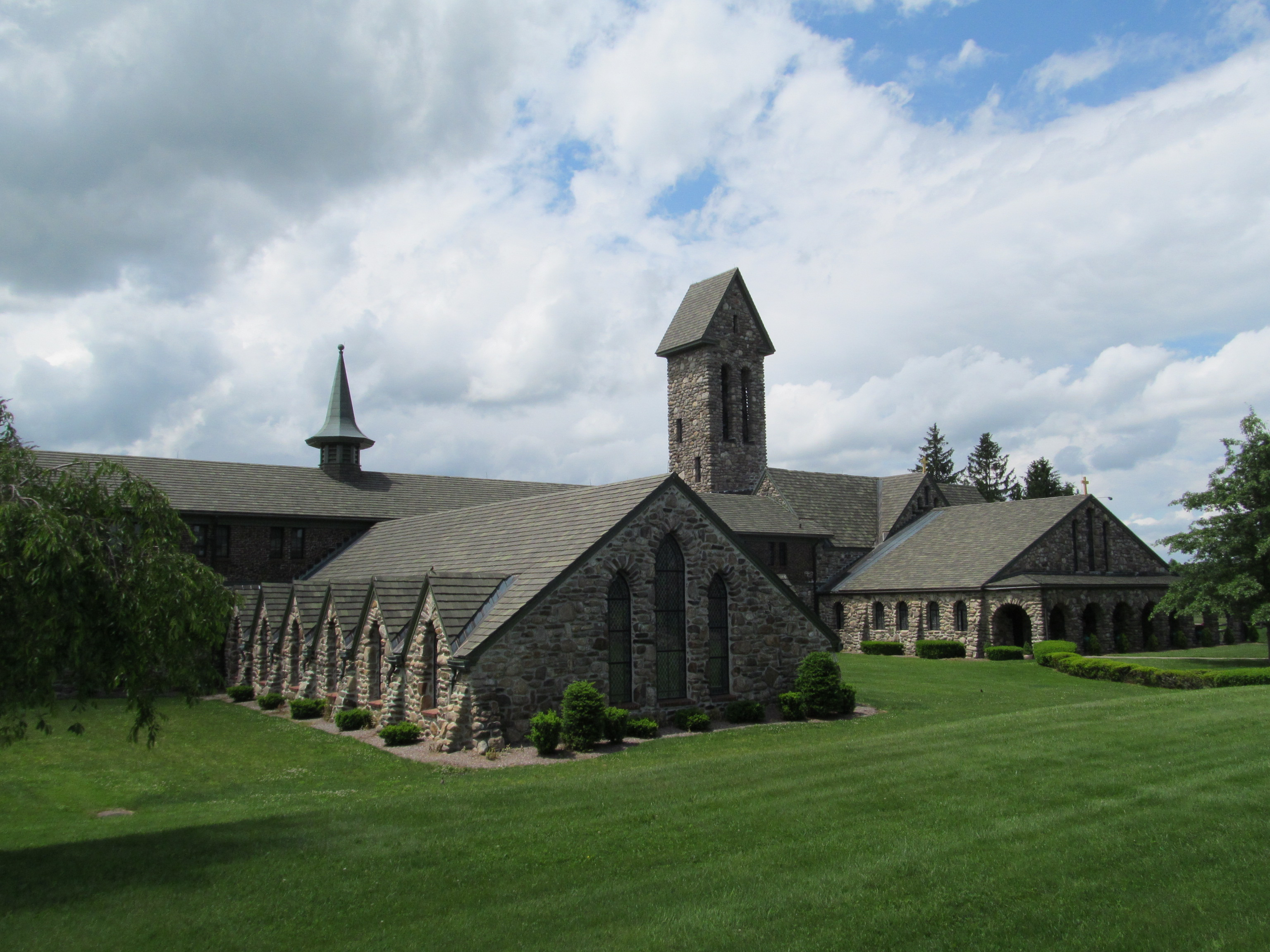
St. Joseph's Abbey.

La abadía de Saint Joseph (en inglés: Saint Joseph's Abbey o en inglés: Spencer Abbey) es un monasterio católico ubicado en Spencer, Massachusetts que pertenece a la Orden Cisterciense de la Estricta Observancia (O. C. S. O.), popularmente conocida como Orden de la Trapa o trapenses. Es conocido por su producción y comercialización de mermeladas y jaleas con el sello trapense, que en parte sirve a sostener económicamente la abadía. El 10 de diciembre de 2013, la abadía fue certificada por la Asociación Internacional Trapense y se convirtió en la primera fábrica de cerveza trapense de los Estados Unidos y la primera fuera de Europa.
Mientras que el monasterio llegó a ser conocido internacionalmente como el origen del movimiento de la oración contemplativa en el catolicismo y cristianismo en la década de 1970 (los líderes y proponentes del movimiento, Fr. William Meninger, Fr. M. Albahaca Pennington, y Fr. Thomas Keating, fueron monjes de este monasterio), la comunidad todavía vive siguiendo la lectio diaria y la vida monástica que tiene sus orígenes en los Padres del Desierto. La comunidad monástica lleva una vida contemplativa siguiendo la regla de san Benito. 
A lo largo del año se organizan retiros espirituales desde un fin de semana o una semana entera para hombres y clero. Normalmente, los retiros se reservan con seis meses de anticipación, o de forma inmediata si hay una cancelación. Los visitantes son bienvenidos a rezar los Salmos con la comunidad durante todo el día, - las vigilias, laudes y misa, nonas, vísperas y completas en las dos capillas laterales situadas en la parte delantera de la iglesia. 
Los terrenos de la abadía están abiertos al público, a excepción de las áreas marcadas como recinto monacal.

## Historia
La abadía de San José se fundó en la década de 1950 en el antiguo emplazamiento de Alta Crest Farms, bajo la dirección de Dom Edmund Futterer. Los trapenses que se establecieron en la abadía se trasladaron desde su ubicación anterior en Cumberland, Rhode Island, que fue gravemente dañada por un incendio en 1950.
El padre Thomas Keating, fue elegido abad de la abadía en el año 1961. Keating, uno de los arquitectos del movimiento de la oración contemplativa, se retiró en 1981. Junto con Meninger y Pennington, Keating fundó el movimiento en la década de 1970, mientras era el abad de San José. Los tres realizaron retiros en la abadía con el fin de enseñar este método de oración.
Tras la corta dirección de Dom Pascal Skutecky, debido a su mala salud, Dom Agustín Roberts se convirtió en el cuarto abad en junio de 1984, y sirvió dos términos de seis años. El actual abad, Damian Carr, fue elegido en junio de 1996.

## Conservas trapistas
En 1954, poco después de su traslado a Spencer, uno de los monjes, el Hermano Juan Berchmans (1927-2013), produjo un pequeño lote de mermelada con la menta de su jardín botánico. Debido a que la austeridad monástica en ese momento no permitía que la jalea se sirviera a los monjes en las comidas, fue vendida en la entrada del monasterio. La buena acogida de la mermelada animó a los monjes a tratar de hacer y vender otras variedades. Pronto, la fabricación de jaleas y mermeladas resultó ser un éxito y una industria compatible con la vida monástica, suponiendo aproximadamente la mitad de los ingresos necesarios para mantener la abadía. Las mermeladas y jaleas hechas por los monjes son vendidos con el sello «Trappist Preserves», y actualmente están disponibles en los supermercados en los Estados Unidos, particularmente en región de Nueva Inglaterra. En 2005, los monjes produjeron 1,7 millones de botes de conserva con un total de 26 de sabores, transformando 1,5 toneladas de fruta en conserva al día.

## Cervecería Spencer
Los monjes, preocupados por los costes crecientes del mantenimiento de la abadía, se interesaron por la elaboración de cerveza, al igual que otros monasterios trapenses. En 2010, enviaron al exterior varias misiones con el fin de realizar una investigación sobre el tema. En primer lugar, asistieron al Belgian Beer Fest de Boston, luego de varias fábricas de cerveza trapense en Europa, donde fueron recibido con cierto escepticismo por parte de sus colegas europeos. Los maestros cerveceros trapenses, con los que finalmente conectaron, les hicieron tres recomendaciones: contratar a un maestro cervecero experimentado, construir una moderna fábrica con lo mejor de la industria, y sólo producir una cerveza los primeros cinco años. Se desarrollaron más de veinte lotes de pruebas antes de decidirse por la receta de cerveza definitiva. La cerveza, llamada Spencer Trappist Ale, es una blonde ale de 6,5 % de alcohol por volumen. Es la primera y única cerveza certificada por la Asociación Internacional Trapense que es elaborada en los Estados Unidos.

## El Gremio de la Santa Cruz
Los monjes de la abadía también hacen ornamentos litúrgicos y mantienen una granja.

## Para más información
- Simon, Raphael (2004). Hammer and Fire: way to contemplative happiness and mental health in accordance with the Judeo-Christian tradition. Bethesda, MD: Zaccheus Press. ISBN 978-0-9725981-2-5. OCLC 225916393.